# 明和大火
明和大火（日语：／ Meiwa no taika）是指明和9年2月29日（1772年4月1日）日本江戶（今 東京）發生的大火災。
明和大火與明曆大火、文化大火並稱江戶三大火災。明和大火從目黒行人坂（目黒區下目黒一丁目付近）開始延燒、稱為目黒行人坂大火。